# 埼玉鴨場

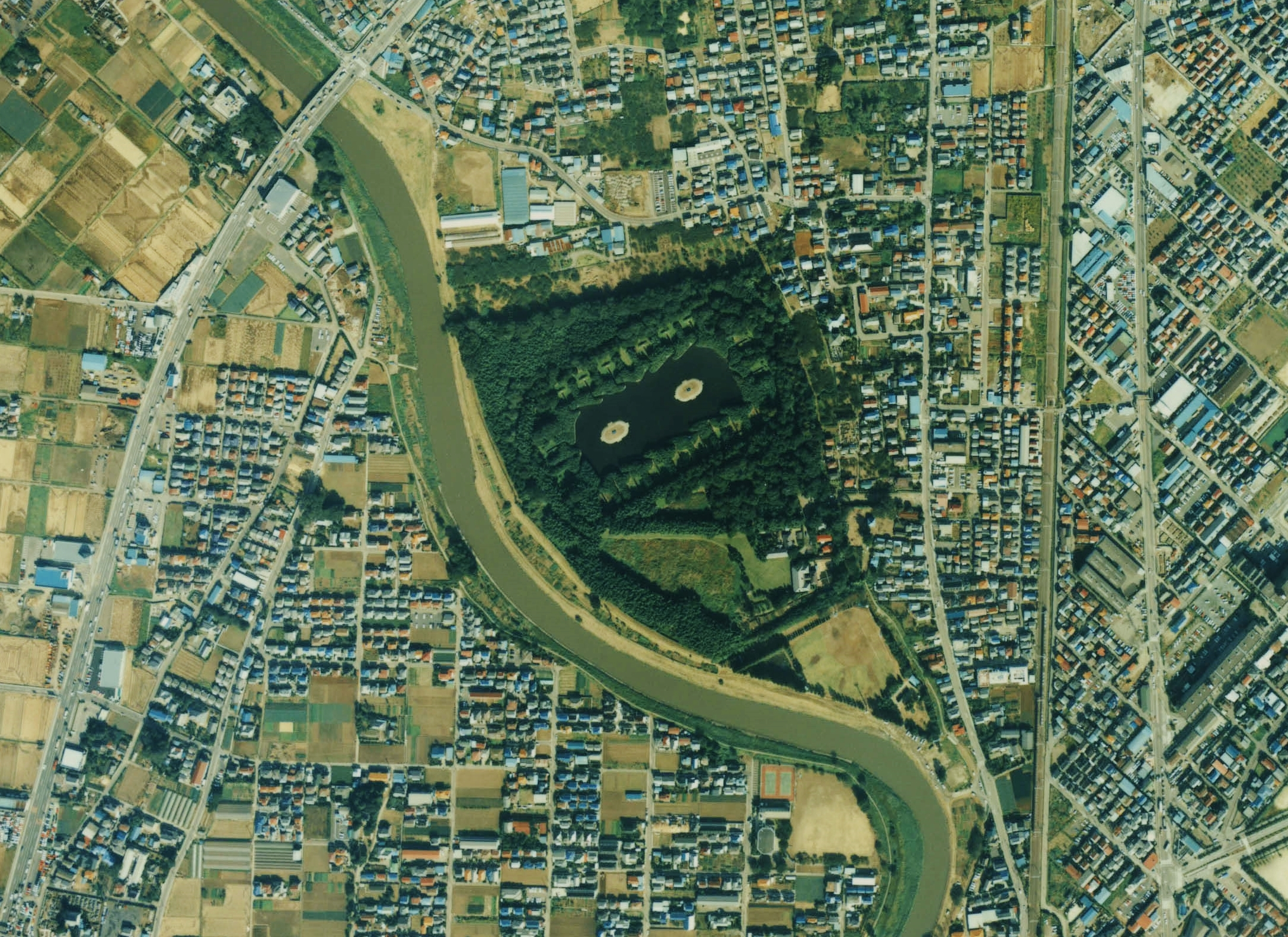
埼玉鴨場

埼玉鴨場（さいたまかもば）は、埼玉県越谷市にある宮内庁の鴨場。

## 概要
1908年（明治41年）に、元荒川左岸の旧河道を利用して造られた。
1951年（昭和26年）7月1日、江戸川筋猟場の廃止に伴い埼玉猟場に改称されたが、その後も鴨場の名称が使用され続けている。
伝統的な手法によって鴨猟が行われており、皇室が賓客のもてなしの際に利用されている。一般公開はされていないが、埼玉県、宮内庁が定期的に開催する見学会で入場することが可能。

## 所在地
- 埼玉県越谷市大字大林43

## 周辺
- 越谷梅林公園
- 北越谷第五公園
- 文教大学越谷キャンパス
- 東武伊勢崎線北越谷駅
- 国道4号